# Häradssten

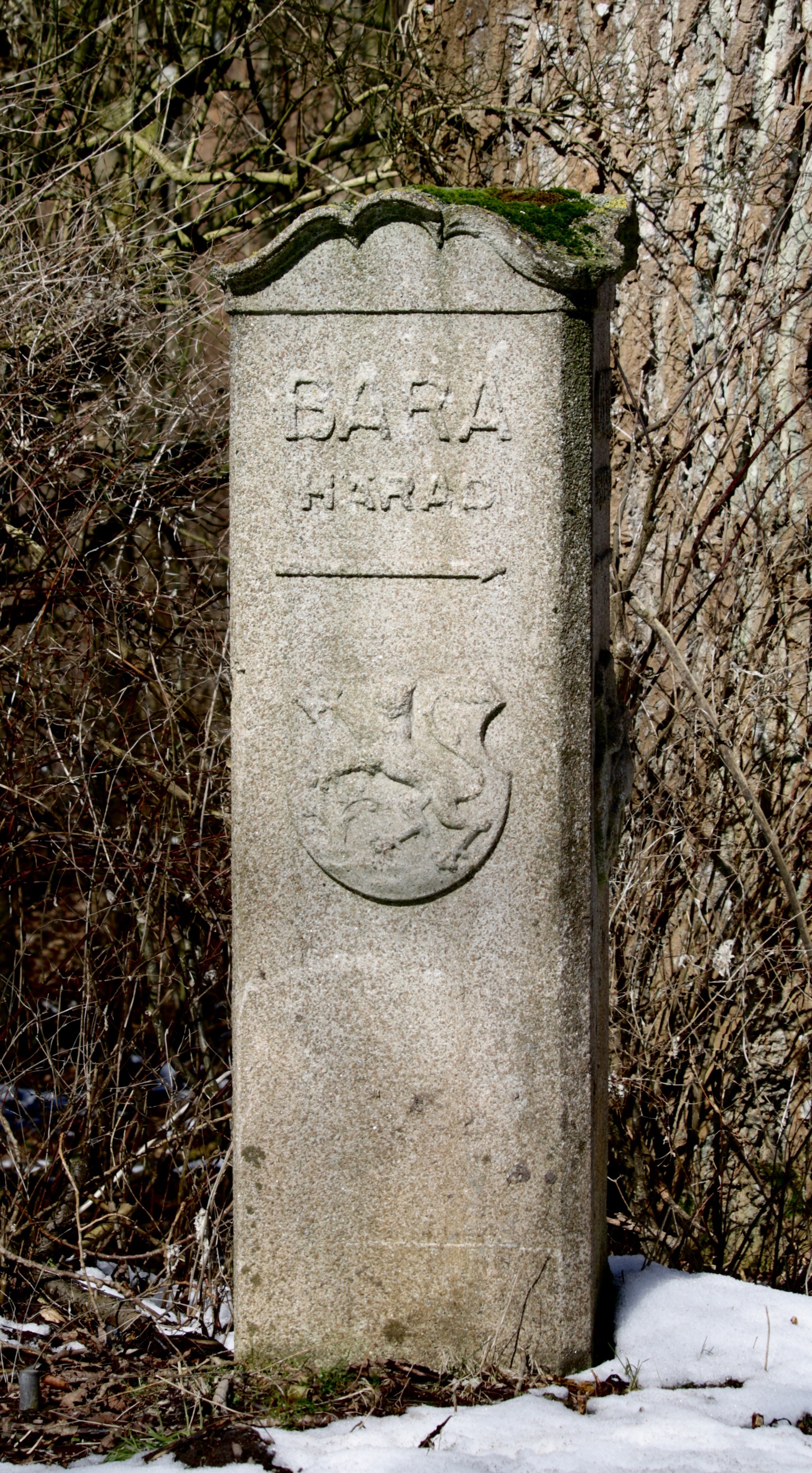
Häradssten mellan Bara härad och Vemmenhögs härad med det utförande som är vanligt bland skånska häradsstenar.

En häradssten sattes för upp mellan olika härader i Sverige för att visa att man bytte jurisdiktion. Bruket att sätta upp häradstenar är, liksom milstenar, sedan länge försvunnet, men än finns flera häradsstenar bevarade på flera ställen.